# سوزانا مادورا سالتر
وهي سياسية وناشطة نسائية أمريكية ولدت سوزانا مادورا سالتر في 2 أذار - مارس من سنة 1860 أصبح سالتر أول امراة تشغل منصب رئيس بلدية في الولايات المتحدة عندما تم انتخابها رئيسة لبلدية أرجونيا في ولاية كنساس الأمريكية في سنة 1887 وذلك قبل سنوات كثيرة من حصول المراة في الولايات المتحدة حق التصويت توفيت سوزانا مادورا سالتر في 17 أذار - مارس من سنة 1961 بعد اسبوعين فقط من عيد ميلادها 101 عام ودفنت في أرجونيا.